# Moacyr Barbosa
Paulo Moacyr Barbosa Nascimento (auch in der Schreibweise Moacir; * 27. März 1921 in Campinas; † 7. April 2000 in Santos) war ein brasilianischer Fußballtorhüter und Nationalspieler.

## Leben
Barbosa begann seine Karriere 1940 beim ADCI in São Paulo, wechselte 1942 zu CA Ypiranga und spielte von 1945 bis 1955 für den CR Vasco da Gama in Rio de Janeiro. Herausragend bleibt der Gewinn des Campeonato Sudamericano de Campeones 1948, einem Vorläufer der Copa Libertadores. Dreimal gewann er die Staatsmeisterschaft von Rio de Janeiro. Danach spielte er bis 1962 bei Santa Cruz FC, Bonsucesso FC und Campo Grande AC.
Er galt als einer der weltbesten Torhüter seiner Zeit. Zwischen 1945 und 1953 bestritt Barbosa 20 Länderspiele und gewann mit Brasilien die Copa América 1949. Der 7:0-Sieg der Brasilianer im Finale gegen Paraguay ist bis heute der höchste Sieg in einem Finale dieses Wettbewerbes. 1953 wurde er mit der brasilianischen Mannschaft Zweiter.
Bei der Fußball-Weltmeisterschaft 1950 gehörte er zu der Seleção, die im eigenen Land Vizeweltmeister wurde. Barbosa war einer der überragenden Spieler des Turniers, doch im entscheidenden Spiel der Finalrunde, dem Maracanaço, verlor Brasilien am 16. Juli 1950 überraschend gegen die uruguayische Fußballnationalmannschaft mit 1:2. Elf Minuten vor Abpfiff spielte Alcides Ghiggia den brasilianischen Verteidiger Bigode auf der rechten Seite aus und schoss den Ball ins kurze Eck. Barbosa, der einen Pass in die Mitte des Fünfmeterraums erwartet hatte, wurde die Schuld am uruguayischen Siegtreffer gegeben. Er wurde zum Sündenbock gemacht und seitdem in Brasilien als Persona non grata angesehen.
2000 sagte er in einem Interview: „In Brasilien sieht das Gesetz 30 Jahre Haft für einen Mord vor. Es ist weit mehr als diese Zeit seit dem Finale von 1950 vergangen, und ich fühle mich noch immer eingekerkert, die Menschen sehen in mir immer noch den Schuldigen für unsere Niederlage.“ Zu den Demütigungen gehörte, dass noch 1994 bei einem WM-Qualifikationsspiel zwischen Brasilien und Uruguay Nationaltrainer Parreira seinem Torhüter Cláudio Taffarel jeden Kontakt mit Barbosa verbot. Ein brasilianischer Fußballfunktionär soll ihn mit den Worten „Schafft ihn fort, er bringt nur Pech“ des Stadions verwiesen haben. Die Antipathie gegen den afrobrasilianischen Torhüter wird auch auf Rassismus zurückgeführt.

## Erfolge
Nationalmannschaft
- Copa América: 1949
- Vize-Weltmeister 1950

Vereine
- Campeonato Sudamericano de Campeones: 1948
- Torneio Rio-São Paulo: 1958
- Staatsmeisterschaft von Rio de Janeiro: 1945, 1947, 1949, 1950, 1952, 1958

## In der Kunst
- Barbosa ist ein vielfach preisgekrönter Kurzfilm der brasilianischen Regisseure Ana Luiza Azevedo und Jorge Furtado aus dem Jahre 1988, in dem der Titelheld mittels einer Zeitmaschine ins Spiel am 16. Juli 1950 zurückkehrt und den uruguayischen Siegtreffer zu verhindern sucht.[5]
- Barbosa spielt eine wichtige Rolle im preisgekrönten britischen Roman Brasyl von Ian McDonald aus dem Jahre 2007.[6] Unter anderem geht es in dem Roman darum, dass eine engagierte Journalistin sich auf die Suche nach Barbosa macht, um diesen mit einem Trick vor ein Tribunal zu bringen, in welchem die brasilianische Nation Rache an ihm nehmen kann.
- Barbosas Lebensgeschichte ist auch Hauptthema des italienischen Romans Die letzte Parade von Moacyr Barbosa (Italienisch: L’ultima parata di Moacyr Barbosa) von Darwin Pastorin (Hrsg. Arnoldo Mondadori, 2005 in Italien veröffentlicht).